# Joseph Matthys
Joseph Matthys (1867 - 16 juni 1956) was burgemeester van de Belgische gemeente Herzele van 1896 tot 1956.
In 1946 schonk Matthys de gemeente een beiaard, die sinds 1952 is geïnstalleerd op het historische schepenhuis. Zijn burgemeesterschap duurde 60 jaar, een van de zeldzame records in België in deze functie.